# Use Your Illusion II
| Recensione                    | Giudizio |
| ----------------------------- | -------- |
| AllMusic                      |          |
| Encyclopedia of Popular Music |          |
| Entertainment Weekly          | A        |
| Los Angeles Times             |          |
| OndaRock                      | 6/10     |
| Q                             |          |
| Rolling Stone                 |          |

Use Your Illusion II è il quarto album in studio del gruppo musicale statunitense Guns N' Roses, pubblicato 17 settembre 1991 dalla Geffen Records.
Fu il secondo di due dischi pubblicati parallelamente allo Use Your Illusion Tour, insieme ad Use Your Illusion I. Ha venduto 14 milioni di copie ed è rimasto in classifica per tre anni.

## Descrizione
Con questo album ci fu una grande svolta. Il sound subì un cambiamento, dato che l'album in studio precedente, Appetite for Destruction, era più veloce e massiccio. Se questo era un album molto legato ai canoni dell'hard rock o dello sleaze rock, Use Your Illusion presenta pezzi articolati ed eterogenei.
Il brano apripista, Civil War, vede alla batteria il primo batterista, Steven Adler, allontanato poi dalla formazione durante la registrazione dei due Illusion. Il brano You Could Be Mine fu inserito nella colonna sonora del film Terminator 2 - Il giorno del giudizio di James Cameron, girato nello stesso anno, e fu il primo singolo estratto dai due album. È presente anche la cover di Knockin' on Heaven's Door, celebre pezzo di Bob Dylan. Gli stessi Guns la suonarono dal vivo durante il Freddie Mercury Tribute Concert, il 20 aprile 1992.
Axl Rose dichiarò che la fine della traccia Breakdown è l'unica cosa che non lo soddisfò pienamente delle intere sessioni di registrazione di Use Your Illusion. Slash disse che fu una delle canzoni più difficili da registrare di tutto album, infatti Matt Sorum dovette provare molte volte prima di riuscire ad ottenere un drumming perfetto sulla traccia. È l'ultimo album del gruppo in cui appare il chitarrista ritmico Izzy Stradlin. Il missaggio fu affidato a Bill Price, che aveva lavorato con i Sex Pistols in Never Mind the Bollocks, Here's the Sex Pistols.
Tra i due album, Use Your Illusion II fu quello che ottenne il maggior successo commerciale; raggiunse il primo posto della classifica Billboard 200 con 700 000 copie vendute durante la settimana di debutto, sopra Use Your Illusion I in seconda posizione con 685 000 copie. Negli Stati Uniti entrambi gli album furono premiati con 7 dischi di platino.

## Copertina
La copertina dell'album riprende quella del precedente Use Your Illusion I, che illustrava un personaggio da Scuola di Atene di Raffaello Sanzio. La differenza è nello sfondo, di colore blu anziché giallo ed arancione. Entrambe le copertine sono opera dell'artista estone-americano Mark Kostabi.

## Tracce
1. Civil War (McKagan, Rose, Stradlin, Slash) - 7:41
2. 14 Years (Rose, Stradlin) - 4:21
3. Yesterdays (Arkeen, James, McCloud, Rose) - 3:16
4. Knockin' on Heaven's Door  (Bob Dylan) - 5:36
5. Get in the Ring (McKagan, Rose, Slash) - 5:41
6. Shotgun Blues (Rose) - 3:23
7. Breakdown (Rose) - 7:04
8. Pretty Tied Up (Stradlin) - 4:47
9. Locomotive (Rose, Slash) - 8:42
10. So Fine (McKagan) - 4:06
11. Estranged (Rose) - 9:23
12. You Could Be Mine (Rose, Stradlin) - 5:43
13. Don't Cry [Alternate Lyrics] (Rose, Stradlin) - 4:44
14. My World (Rose) - 1:24

## Formazione
Gruppo
- W. Axl Rose – voce, pianoforte, sintetizzatore, chitarra ritmica, cori, fischio in Civil War, drum machine in My World
- Slash – chitarra solista, acustica, banjo
- Izzy Stradlin – chitarra solista, ritmica, acustica, cori, voce in 14 Years, sitar in Pretty Tied Up
- Duff McKagan – basso, cori, percussioni, voce in So Fine
- Matt Sorum – batteria, cori
- Dizzy Reed – tastiere, cori

Altri musicisti
- Steven Adler – batteria in Civil War
- Howard Teman – pianoforte in So Fine
- The Waters – cori in Knockin' on Heaven's Door
- Shannon Hoon – voce in Don't Cry
- Johann Langlie – batteria e tastiere in My World

Produzione
- Mike Clink – produzione, ingegneria del suono
- Jim Mitchell – ingegneria del suono
- Bill Price – missaggio
- George Marino – mastering
- Kevin Reagan – direzione artistica
- Mark Kostabi – copertina

## Classifiche

### Classifiche settimanali
| Classifica (1991) | Posizione massima |
| ----------------- | ----------------- |
| Australia         | 1                 |
| Austria           | 1                 |
| Canada            | 1                 |
| Finlandia         | 1                 |
| Francia           | 2                 |
| Germania          | 2                 |
| Giappone          | 2                 |
| Italia            | 2                 |
| Norvegia          | 2                 |
| Nuova Zelanda     | 1                 |
| Paesi Bassi       | 2                 |
| Regno Unito       | 1                 |
| Spagna            | 3                 |
| Stati Uniti       | 1                 |
| Svezia            | 4                 |
| Svizzera          | 2                 |

### Classifiche di fine decennio
| Classifica (1990–1999) | Posizione |
| ---------------------- | --------- |
| Stati Uniti            | 67        |

### Classifiche di fine anno
| Classifica (1991) | Posizione |
| ----------------- | --------- |
| Australia         | 18        |
| Austria           | 27        |
| Canada            | 14        |
| Francia           | 12        |
| Germania          | 51        |
| Italia            | 25        |
| Nuova Zelanda     | 16        |
| Regno Unito       | 38        |
| Classifica (1992) | Posizione |
| Australia         | 18        |
| Austria           | 3         |
| Germania          | 5         |
| Nuova Zelanda     | 20        |
| Regno Unito       | 45        |
| Stati Uniti       | 20        |
| Svizzera          | 5         |
| Classifica (1993) | Posizione |
| Germania          | 31        |
| Paesi Bassi       | 39        |